# Enumeratio Stirpium Transsilvaniae
Enumeratio Stirpium Transsilvaniae (abreviado Enum. Stirp. Transsilv.) es un libro ilustrado con descripciones botánicas que fue escrito por el médico, micólogo y botánico alemán, Johann Christian Gottlob Baumgarten. En 1816 publicó el primer tomo de su trabajo de cuatro volúmenes sobre la flora transilvana, denominado «Enumeratio Stirpium in Magno Transylvaniae Principatu praeprimis indigenarum»

## Publicaciones
- Volumen nº 1, [i]-xxvii, [1]-427, 1816;
- Volumen nº 2, [i-x],¹[1]-392, Dec 1816;
- Volumen nº 3, [i]-xii, [1]-355, 1817;
- Volumen nº 4, [i]-iv, 1-236, 1846; Mantissa Ii-v], [1]-82, index [i]-viii, 1846; Índices, [1]-112, 1846,